# Samtgemeinde Dannenberg (Elbe)
Die Samtgemeinde Dannenberg (Elbe) war eine Samtgemeinde im niedersächsischen Landkreis Lüchow-Dannenberg. In ihr waren seit Juli 1972 sieben Gemeinden, die aus 54 selbstständigen Gemeinden gebildet worden waren, zur Erledigung ihrer Verwaltungsgeschäfte zusammengeschlossen. Am 1. November 2006 hat sie sich mit der Samtgemeinde Hitzacker (Elbe) zur neuen Samtgemeinde Elbtalaue zusammengeschlossen.

## Geografie

### Samtgemeindegliederung
1. Damnatz
2. Dannenberg (Elbe), Stadt
3. Gusborn
4. Jameln
5. Karwitz
6. Langendorf
7. Zernien

## Politik

### Samtgemeinderat
Dem letzten Samtgemeinderat von Dannenberg gehörten neben dem Samtgemeindebürgermeister 31 Mitglieder an.
- CDU – 15 Sitze
- SPD – 7 Sitze
- UWG – 4 Sitze
- GLW – 3 Sitze
- Grüne – 2 Sitze
- parteilos – 1 Sitz

### Samtgemeindebürgermeister
Letzter Samtgemeindebürgermeister war der parteilose Jürgen Meyer. Er wurde bei der Kommunalwahl am 10. September 2006 mit Wirkung vom 1. November 2006 zum Bürgermeister der neuen Samtgemeinde Elbtalaue gewählt.